# Луций Новий Нигер
Луций Новий Нигер (на латински: Lucius Novius Niger) e политик на Римската република през края на 1 век пр.н.е. Произлиза от фамилията Новии.
През 58 пр.н.е. той е народен трибун.